# Pingnan (köpinghuvudort i Kina, Zhejiang Sheng, lat 27,84, long 119,08)
Pingnan (kinesiska: 坪田, 屏南镇) är en köpinghuvudort i Kina. Den ligger i provinsen Zhejiang, i den östra delen av landet, omkring 290 kilometer söder om provinshuvudstaden Hangzhou. Antalet invånare är 2 871. Befolkningen består av 1 324 kvinnor och 1 547 män. Barn under 15 år utgör 10,0 %, vuxna 15-64 år 63 %, och äldre över 65 år 26,0 %.
Runt Pingnan är det ganska tätbefolkat, med 90 invånare per kvadratkilometer. Närmaste större samhälle är Chatian, 10,2 km väster om Pingnan. I omgivningarna runt Pingnan växer i huvudsak blandskog.
Genomsnittlig årsnederbörd är 2 342 millimeter. Den regnigaste månaden är juni, med i genomsnitt 422 mm nederbörd, och den torraste är oktober, med 61 mm nederbörd.